# A Princess of Bagdad
A Princess of Bagdad è un film muto del 1913 scritto e diretto da Charles L. Gaskill.

## Trama
Ojira, la figlia del califfo, è innamorata di Sardi, il figlio del ciabattino Seyn. Il califfo, per cercare di far dimenticare alla figlia il suo amante, lo fa imprigionare. Un giorno, uno sconosciuto suggerisce al ciabattino come aprire una tomba, dove si trova la chiave per ottenere un favoloso tesoro nascosto in una grotta. Seyn, davanti alla promessa di quell'enorme ricchezza, decide che la dividerà con i poveri. Intanto il califfo promette di liberare Sardi in cambio della testa di un pericoloso individuo che attenta al suo potere. Ojira scopre che non si tratta che di Seyn, il ciabattino. Insieme a lui, si reca alla grotta dove incontrano Sardi, riuscito a fuggire di prigione. Quando al califfo vengono offerte le grandi ricchezze della grotta, finalmente accetta come genero il figlio di un ciabattino.

## Produzione
Il film fu prodotto dalla Helen Gardner Picture Players negli studi di Tappan-on-the-Hudson, nello stato di New York.

## Distribuzione
Distribuito dalla Charles L. Fuller Dist. Company e dalla Helgar, il film uscì nelle sale cinematografiche statunitensi nel settembre 1913.